# بينتو (مدريد)
بينتو (بالإنجليزية: Pinto, Madrid)‏ هي بلدية ومدينة في منطقة الحكم الذاتي وتقع في منطقة مدريد في وسط إسبانيا. تبلغ مساحة هذه المدينة 62.7 (كم²)، ويبلغ عدد سكانها 43501 نسمة حسب إحصاء سنة 2009 م.

## وصلات خارجية
- الموقع الرسمي
- بينتو نسخة محفوظة 21 مايو 2019 على موقع واي باك مشين. في المعهد الوطني للإحصائيات (إسبانيا)